# Лена Дюрр
Лена Дюрр (нім. Lena Dürr) — німецька гірськолижниця,  медалістка чемпіонату світу. 
Бронзову медаль чемпіонату світ Дюрр виборола у командних  змаганнях з паралельного слалому на світовій першості 2013 року в Шлідмінгу і повторила цей успіх на першості 2021 року, що проходила в італійській Кортіні-д'Ампеццо. 

## Виступи на Олімпійських іграх
| Рік  | Місце проведення          | СЛ   | ГС | СГ | ШС | КМ | КЗ |
| ---- | ------------------------- | ---- | -- | -- | -- | -- | -- |
| 2018 | Пхьончхан, Південна Корея | DNF1 | —  | —  | —  | —  | 5  |
| 2022 | Пекін, Китай              | 4    | —  | —  | —  | —  | 2  |